# Kaulsdorf (Berlin)
Kaulsdorf, Berlin-Kaulsdorf – dzielnica (Ortsteil) Berlina w okręgu administracyjnym Marzahn-Hellersdorf. Od 1 października 1920 w granicach miasta.
Znajduje się tutaj stacja kolejowa Berlin Wuhletal.